# 凱旋路 (鳳山區)
凱旋路（Kaisyuan Rd.）為高雄市鳳山區的東西向重要道路，其中中崙一路口以東的路段呈特殊的Z型走向。東起於鳳頂路，西至油管路、中崙二路口右轉往北，至鳳翔公園轉西再度變為東西向，西止於輜汽路、新康街口。

## 行經行政區域
- 鳳山區

## 沿線設施
（由東至西）
- 陸軍步兵訓練指揮部暨步兵學校
- 中正國防幹部預備學校
- 7-ELEVEN建泰門市
- 台灣中油中崙站
- 鳳山溪昭南橋
- 鳳翔公園
- 鳳山青年夜市
- 聯邦銀行鳳山分行
- 全家便利商店鳳山凱旋店
- 八方雲集鳳山凱旋店
- 國宅市場
- 茶湯會鳳山凱旋店
- 安泰商業銀行鳳山分行
- 全家便利商店鳳山武營店
- 高雄市立鳳甲國民中學

## 公共自行車
- 高雄市公共自行車租賃系統：
  - 河堤凱旋路口：河堤街/凱旋路(西北側)
  - 中正預校：凱旋路/誠愛一街口西南側

## 相關連結
- 高雄市主要道路列表